# 매킨토시 512K

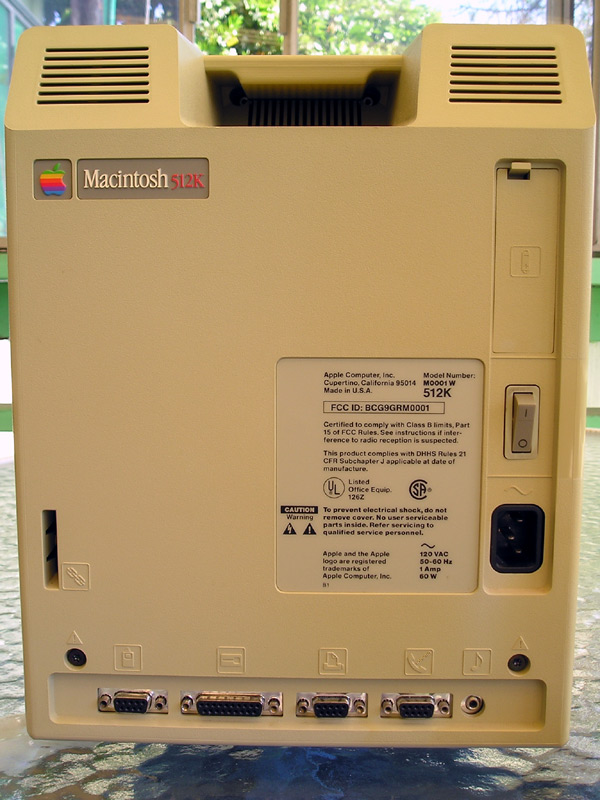
Mac 512K의 뒷면

매킨토시 512K(Macintosh 512K)는 애플 매킨토시의 두 번째 판으로 매킨토시 128K의 첫 번째 업데이트 버전이다. 내장 메모리를 제외한 다른 사양은 128K과 동일하다. 128K가 "씬 맥(thin Mac)"이란 별명으로 불린것과 대비되어 512K는 "팻 맥(Fat Mac)"이라는 별명으로 불렸다.

## 역사
애플의 매킨토시 128K는 스티브 잡스의 요구대로 128kB의 메모리를 장착하였으나 매우 적은 용량이었기 때문에 더 많은 메모리가 필요하게 되었다. 8달 후인 1984년 9월 10일에 RAM의 용량을 512kB늘린 매킨토시 512K를 선보임으로서 다욱 원활한 작업이 가능하게 되었다. 512K가 빠른 시일에 발매될 수 있었던 이유는 128K의 제조 당시에 메모리 확장 슬롯을 추가할 수 있도록 설계 해두었기 때문이었다.

## 특징
매킨토시 128K과 마찬가지로 모토로라 68000를 사용하였고, RAM은 512kB DRAM이 16비트 데이터 버스로 연결되어 있다. 디스플레이의 해상도는 이전과 동일한 512x342이다.
128K에서 선보인 맥페인트(MacPaint), 맥라이트(MacWrite)는 512K에서도 포함되고 있으며, 512K 발매 이후 맥드로우(MacDraw), 맥프로젝트(MacProject), 파스칼(Pascal) 등의 응용 프로그램도 나왔다. 마이크로소프트에서는 매킨토시용 마이크로소프트 워드, 마이크로소프트 액셀을 선보이면서 매킨토시가 업무용 컴퓨터로 이용할 수 있는 계기가 되었다.
512K가 나온지 얼마 안되어 애플은 레이저 프린터인 레이저라이터(LaserWriter)를 내놓았다. 가정에서 DTP를 제작할 수 있는 환경을 목적으로 나왔으나, 6,995달러라는 매우 비싼 가격으로 인해 가정에 널리 보급되지 못하였다. 512K로 확장된 메모리 덕분에 더 많은 양의 문서를 취급할 수 있고, 그래픽 사용자 인터페이스의 편리성과 합쳐 처리가 빨라졌다. 여기에 레이더라이터와 RAM의 장점을 살린 en:Aldus PageMaker라는 DTP 제작 소프트웨어를 이용함으로써 매킨토시가 출판 업계에 널리 퍼진 계기가 되었다.
시스템 소프트웨어는 시스템 4.1까지 업그레이드가 가능하다. 별도의 하드디스크 드라이브인 Hard Disk 20를 이용하여 시스템 5도 사용할 수 있다.

## 같이 보기
- 컴팩트 매킨토시
- 매킨토시 128K
- 매킨토시 512Ke
- 매킨토시 플러스